# Ducks Unlimited
 (mai 2020).
Si vous disposez d'ouvrages ou d'articles de référence ou si vous connaissez des sites web de qualité traitant du thème abordé ici, merci de compléter l'article en donnant les références utiles à sa vérifiabilité et en les liant à la section « Notes et références ».
Pour les articles homonymes, voir CIC.
Ducks Unlimited inc (DUI) aux États-Unis, et DU Canada (Canards Illimités Canada, CIC) sont des organisations sœurs vouées à la conservation des milieux humides et des habitats qui s'y rattachent au bénéfice de la sauvagine nord-américaine et des humains. D'origine nord-américaine, l'organisme comptait, en 2013, 143 000 membres, dont 6 600 bénévoles, au Canada.

## Historique
Après une grave période de sécheresse, qu'on a surnommée "Dust Bowl", survenue dans les prairies canadiennes et américaines dans les années 1930, les populations de sauvagine utilisant cette voie migratoire ont diminué sévèrement. Un groupe de chasseurs américains voulant faire quelque chose pour contrer la perte de leurs habitats ont mis en place un programme pour sauvegarder les milieux humides, dans le cadre de la loi Migratory Bird Hunting Stamp. Des activités de collectes de fonds dans tous les États américains leur permettaient ainsi de financer l'aménagement de milieux humides au Canada. Ces célèbres activités-bénéfice se tiennent à la grandeur du Canada, et de nombreux participants y assistent chaque année afin de soutenir les efforts de conservation de CIC.
Ducks Unlimited est fondé par Joseph Knapp le 29 janvier 1937, et d'autres chasseurs, pour augmenter les populations de sauvagine en déclin. L'organisme a donc été créé en 1938 au Canada et a établi son siège social à Winnipeg, au Manitoba. Des bureaux régionaux et locaux ont ensuite été ouverts à la grandeur du pays. Ducks Unlimited au Mexique et en Nouvelle-Zélande vont naître par la suite.
En 2019, Ducks Unlimited lève 2 milliards de fonds en donations et nomme son nouveau CEO, le sénateur républicain Adam H. Putnam.

## Travail effectué
Canards Illimités protège, restaure et assure la gestion des milieux humides et des terres hautes adjacentes en se basant sur la science.  Il effectue du travail d'influence auprès des diverses instances gouvernementales afin de faire adopter des mesures favorisant la conservation des milieux humides. Il développe également des outils qui sont mis à la disposition de personnes et groupes concernés, notamment la cartographie des milieux humides, qui fournit des données sur les milieux humides.  Les milieux humides procurent de nombreux bienfaits pour la faune et les humains. Ils fournissent des lieux de reproduction et des aires de repos à la sauvagine en période migratoire, ils purifient l'eau, atténuent les effets des inondations et des sécheresses, fournissent des espaces naturels pour la pratique d'activités en plein air et on y trouve une multitude d'espèces fauniques et floristiques.

## Controverse
Certaines personnes croient que l'organisme produit des canards pour les chasseurs. La mission de CIC est de protéger les milieux humides, dont dépend une multitude d'espèces pour leur survie. L'organisme n'est pas contre la chasse tant que celle-ci est pratiquée de façon éthique. La chasse génère des retombées économiques importantes qu'il ne faut pas négliger, et les chasseurs qui s'adonnent à cette activité en observant les règles de l'art sont des amants de la nature qui contribuent à la conservation des milieux humides. Pour conserver le patrimoine de chasse à la sauvagine, CIC a créé le programme des Jeunes sauvaginiers, qui vise à éduquer et à enseigner les rudiments de la chasse aux chasseurs débutants.

## Quelques lieux pour lesquels agit ou a agi Canards Illimités
- Île aux Pommes
- Île Lapierre
- Lac de la Sagamité
- Réserve naturelle du Marais-Léon-Provancher
- Zone de gestion de la faune du marais d'Oak Hammock